# Chiesa di San Giuseppe (Arco, Italia)
La chiesa di San Giuseppe, anche chiesa di San Giuseppe al ponte, è un luogo di culto di Arco nel Basso Sarca in Trentino. Fa parte della parrocchia di Santa Maria Assunta quindi rientra nella zona pastorale di Riva e Ledro dell'arcidiocesi di Trento e risale al XVI secolo.

## Storia

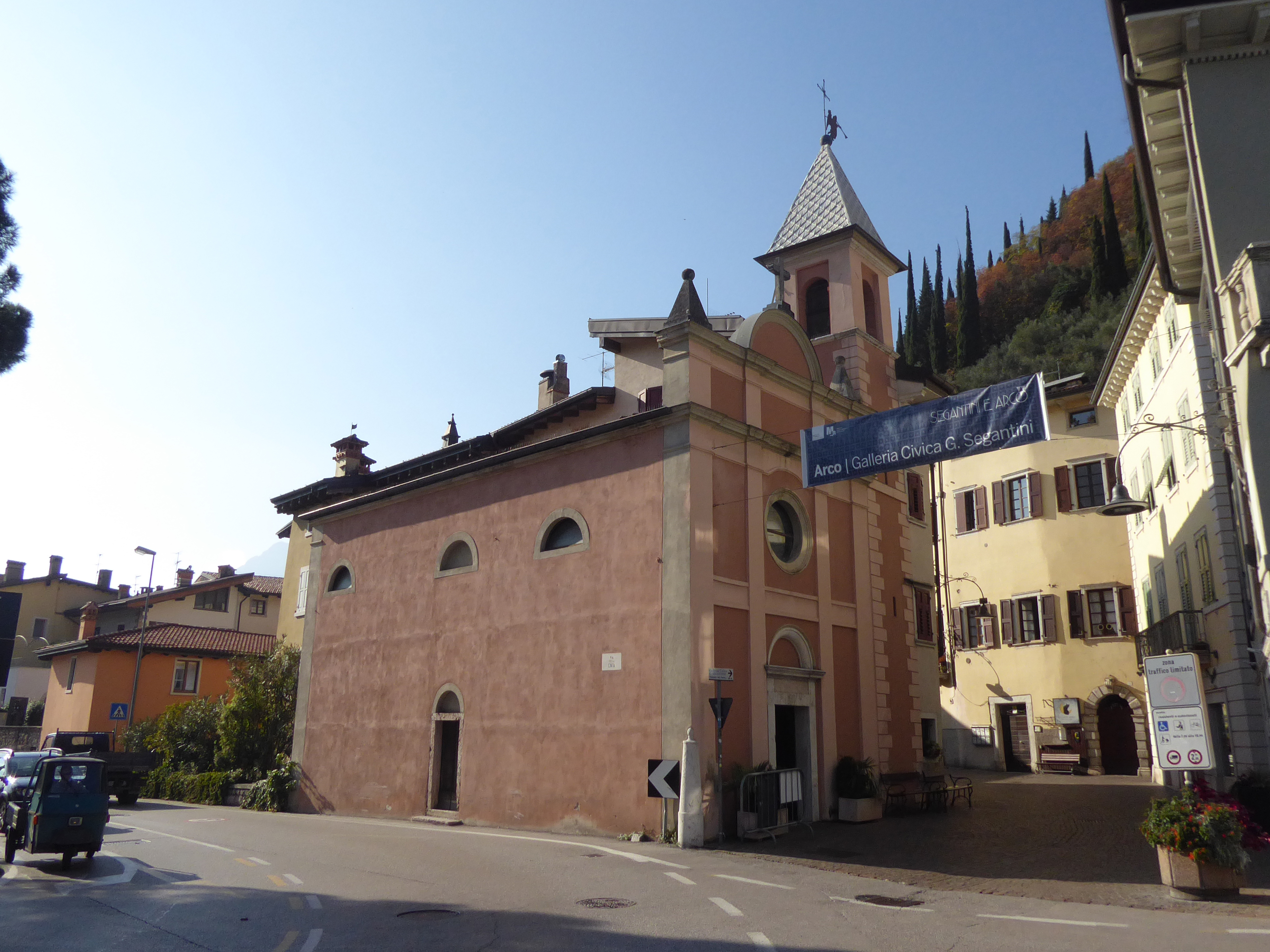
Chiesa di San Giuseppe all'inizio di via Giovanni Segantini

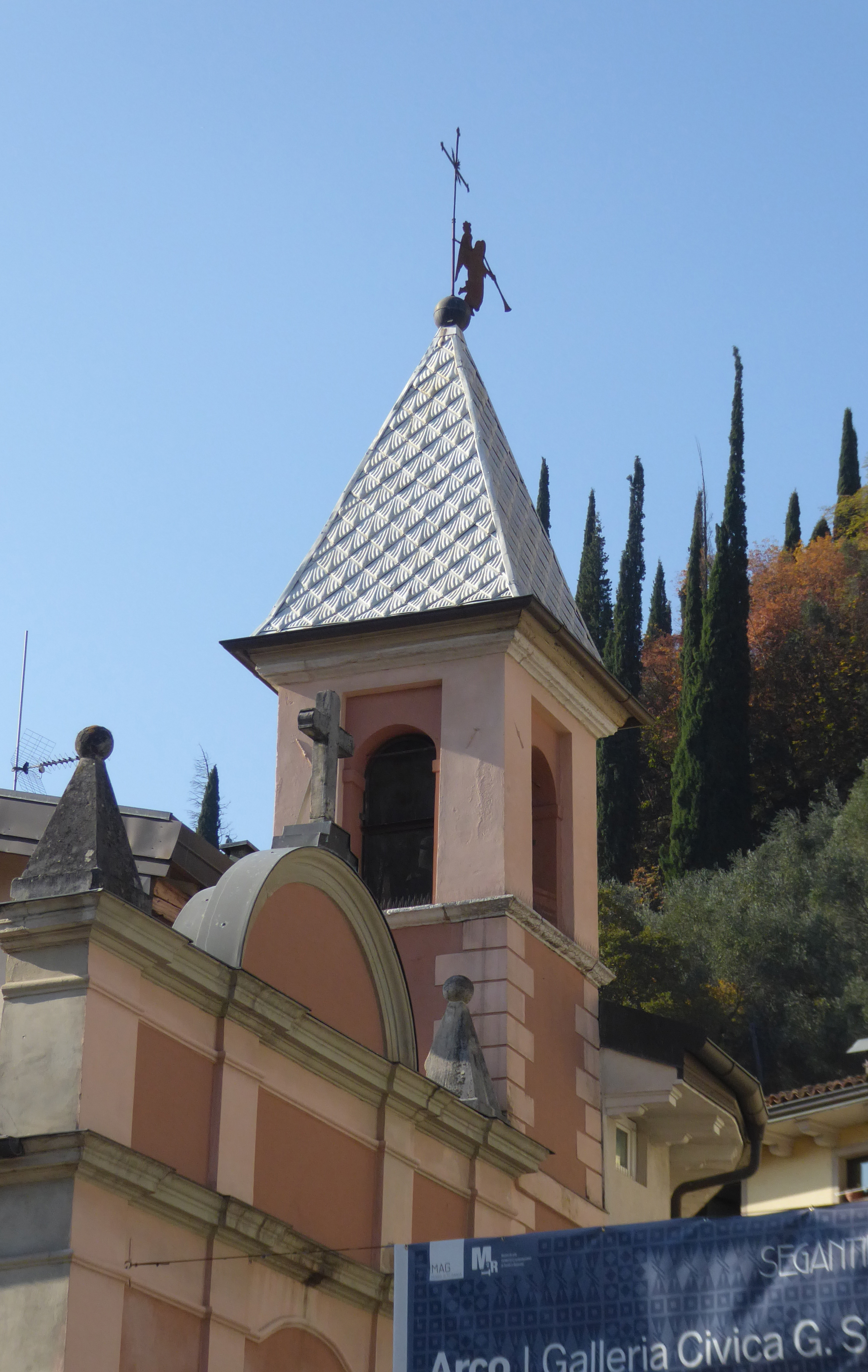
Particolare della piccola torre campanaria

Vinciguerra, conte D'Arco, alla fine del XVI secolo, volle che ad Arco venisse edificata una chiesa dedicata a San Giuseppe, accanto al ponte sulla Sarca. Il nipote  Guidobaldo, qualche tempo dopo, fece eseguire decorazioni ed affreschi, e predispose un lascito per il suo mantenimento.

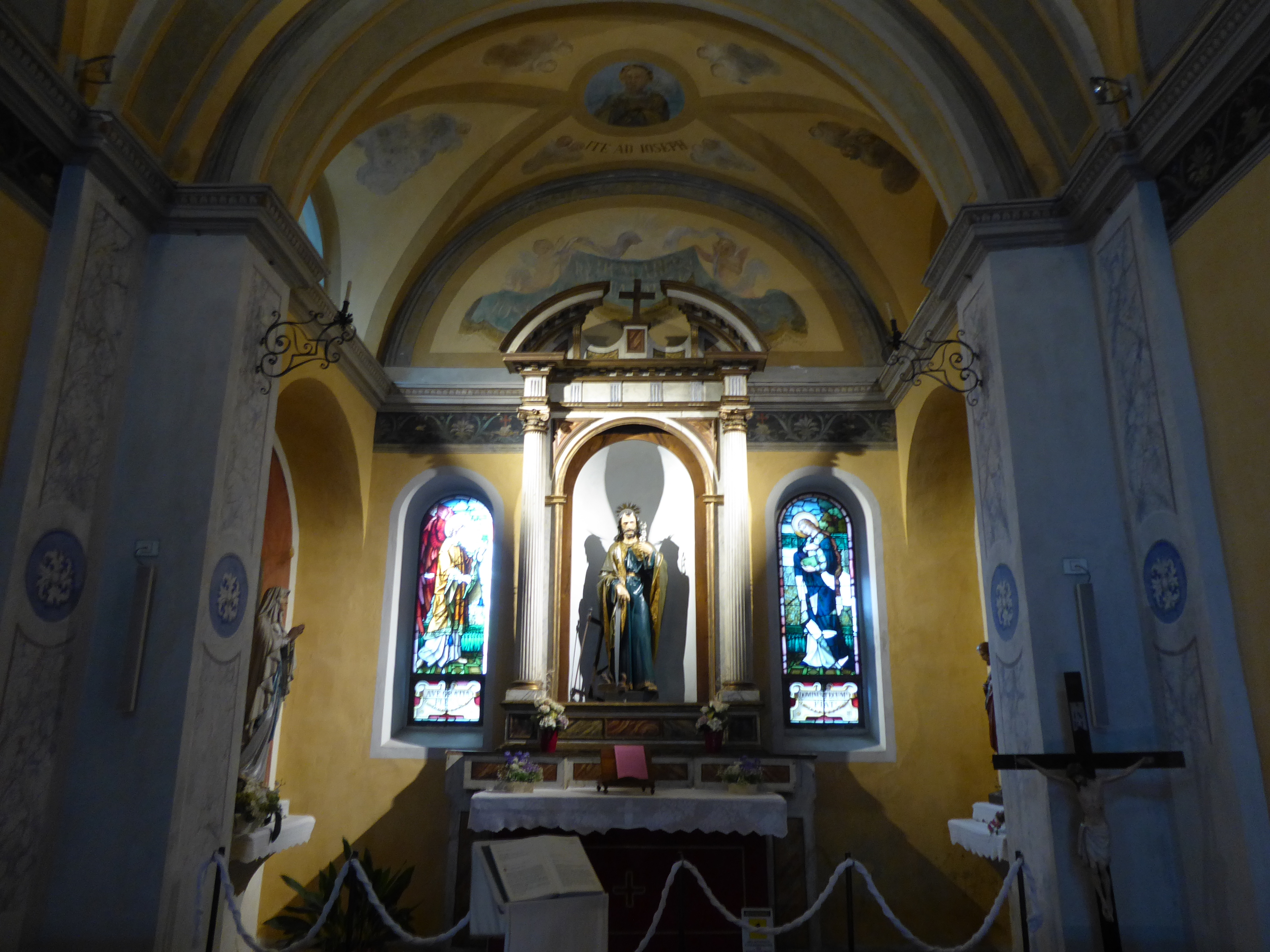
Interno della chiesa di San Giuseppe.

La chiesa, alla fine del secolo successivo, venne stabilizzata con tre contrafforti, posti a sostegno della struttura.
Nel 1786 le direttive di Giuseppe II d'Austria portarono alla sua soppressione, che tuttavia fu temporanea, venendo presto riaperta alle funzioni religiose.
Nel XIX secolo venne ristrutturato il campanile, venne aperto un portale, create finestre nel presbiterio ed infine ristrutturato tutta l'edificio con aggiunta di nuove decorazioni nell'interno.

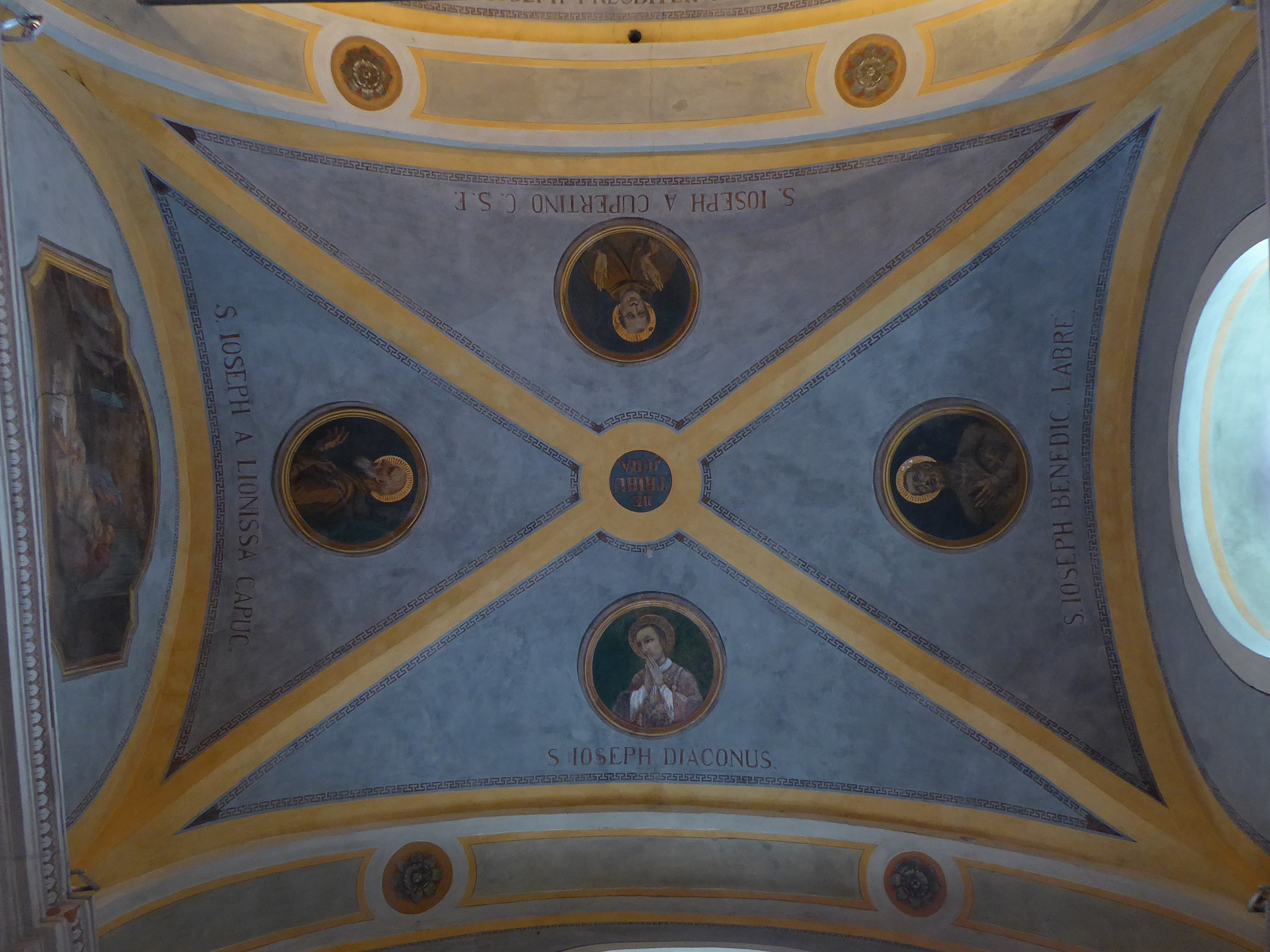
Affreschi sulla volta del soffitto

Dopo entrambi i conflitti mondiali la chiesa fu oggetto di nuovi lavori ed adeguamenti. Rimase chiusa al culto a lungo, a partire dal 1982, e nel 2001 venne riaperta ufficialmente. Subito dopo fu nuovamente sottoposta a nuovi interventi a scopo conservativo, con conseguente chiusura e riapertura nel 2006.

## Descrizione

### Esterni
La chiesa si trova nella parte orientale del nucleo storico di Arco, vicina al ponte sul fiume Sarca. Di lato all'edificio un tempo si trovavano le mura della città. Il suo orientamento è verso sud ed il prospetto principale è caratterizzato da due coppie di lesene che racchiudono il portale principale architravato e il grande oculo che porta luce all'interno della sala. La torre campanaria si alza alla sua destra.

### Interni
La navata interna è unica e le volte a crociera sono arricchite da affreschi ottocenteschi opera di Agostino Aldi. Il presbiterio è leggermente rialzato e ai lati della nicchia che orna l'altare maggiore si trovano due finestre a monofora con vetri policromi.